# Santa Maria Addolorata
Santa Maria Addolorata ist eine römisch-katholische Pfarr- und Titelkirche im römischen Quartieri Collatino an der Kreuzung zwischen Viale della Serenissima und Viale della Venezia Giulia. Die Kirche ist der Mater Dolorosa (Schmerzensmutter) geweiht. Sie ist von Beata Maria Vergine Addolorata a piazza Buenos Aires, die dasselbe Patronat hat, zu unterscheiden.

## Geschichte
1954 wurde die Gemeinde als Kuratie aus der Pfarrei Santa Maria Madre della Misericordia herausgelöst. Giuseppe Zander entwarf eine Kirche. Von dieser wurde aber nur die Krypta gebaut und die Pfarrei musste fast 50 Jahre mit einem Provisorium zurechtkommen. Am 14. Januar 1958 wurde die Pfarrei von Kardinalvikar Clemente Micara gegründet und den Congregation Misonariorum Servorum Pauperum zur Seelsorge überlassen. Seit 1987 übernahmen Diözesanpriester diese Aufgabe. 
Die Kirche wurde zwischen 1998 und 2001 nach Entwürfen von Tommaso Sbardella gebaut. Sie wurde am 17. März 2001 von Kardinalvikar Camillo Ruini geweiht. 
Am 14. November 2015 wurde sie von Papst Franziskus zur Titelkirche erhoben. 

## Beschreibung
Das Gebäude besteht außen aus roten Backsteinen. Licht dringt durch vertikale Fenster ein. Seitlich ist ein freistehender Glockenturm aus Beton, mit sichtbarer Innentreppe, die in den Glockenstuhl führt, wo fünf Glocken angeordnet sind: eine davon ist „den Opfer der Straße“ gewidmet.
Im Innern hat die Kirche ein rechteckiges Kirchenschiff: Der Chor und der Eingang sind in zwei entgegengesetzten Ecken. Etwas erhöht ist der Altarum mit dem Hochaltar. Zwei Glasfenster von Mara Alessandri sind neben dem Altar zu sehen.

## Kardinalpriester
Bisher einziger Titelträger ist:
- Francis Xavier Kriengsak Kovitvanit, Erzbischof von Bangkok, seit 14. Februar 2015[2]